# Universidad de Música de Ginebra
La Universidad de Música de Ginebra (en francés, Haute école de musique de Genève HEM) es una fundación pública que proviene históricamente del primer gran conservatorio de música de Suiza, el Conservatorio de Música de Ginebra.

El Conservatorio fue fundado en 1835, uno de los más antiguos de Europa, por el banquero y mecenas François Bartholoni. 
La HEM está destinada a los estudiantes de música que desean hacer estudios de música superiores.